# Ilonka Struve
Ilonka Struve (* 20. Januar 1960 in Neustadt-Glewe) ist eine deutsche Bibliothekarin und Kinderbuchautorin.

## Leben
Nach dem Abitur an der Erweiterten Oberschule (EOS) studierte Struve Bibliothekswesen in Leipzig. Nach dem Studium arbeitete sie in der Stadt- und Kreisbibliothek Weißenfels im Bezirk Halle. Dort gründete sie einen Bibliotheksclub sowie einen Filmclub. Nach der politischen Wende leitete sie ab 1991 das soziokulturelle Kinder- und Jugendzentrum Seumeclub in Weißenfels. 1992 wurde Struve hauptamtliche Vorsitzende des Seumevereins Weißenfels e.V. Nach Schließung des Seumeclubs im Jahre 2010 wurde Struve wissenschaftliche Mitarbeiterin im Museum Weißenfels, wo sie auf Schloss Neu-Augustusburg die Museumsbibliothek betreut und für Museumspädagogik und Besucherdienste zuständig ist.
Im eigenen Verlag gibt sie seit 1999 selbstverfasste Kinderbücher heraus, die hauptsächlich auf Mal- und Spielgeschichten aus dem Seumeclub oder der museumspädagogischen Arbeit in Weißenfels basieren.
Struve ist Mitglied des Friedrich-Bödecker-Kreises in Sachsen-Anhalt e.V. und wurde 2008 zur Botschafterin der Wärme ernannt.

## Werke (Auswahl)
- Oma, wer hat den Schnaps erfunden?, von Struve, Weißenfels 1999, ISBN 978-3980706001.
- Drogenmädchen. Fiktiver Bericht einer Heimmutter, von Struve, 3. Auflage, Weißenfels 2001, ISBN 978-3-9807060-1-8.
- Das Weißenfelser Schlossgespenst: eine malbare Geschichte für Kinder ab 5 Jahre mit Illustrationen von Daniela Hamann, von Struve, 7. Auflage, Weißenfels 2002, ISBN 978-3-9807060-2-5.
- Die Hexe Haladusa und das Wurzelmännchen: eine malbare Geschichte für Kinder ab 5 Jahre mit Illustrationen von Daniela Hamann, von Struve, Weißenfels 2005, ISBN 978-3-9807060-4-9.
- Seume steigt vom Sockel, Weißenfels 2006.
- Zilles Kinderstube, Weißenfels 2007.
- Das giftgrüne Fernsehmännchen Gnatz, Weißenfels 2008.
- Charlotta von Verseumenix zu Weißenfels, Weißenfels 2009.
- Das Wassertröpfchen Miteinander und andere Mal- und Spielgeschichten aus dem Seumeclub, von Struve, Weißenfels 2010, ISBN 978-3-9807060-9-4.
- Kerzentopf und Feenhexen, Weißenfels 2011.
- Grüne Pferde überm weißen Schloss, Weißenfels 2012.
- Schlossmärchen, Weißenfels 2014.